# Голова в хмарах
Голова в хмарах (англ. Head in the Clouds) — кіно-драма 2004 року австралійського режисера Джона Дуіґена (John Duigan).
Прем'єра фільму відбулася 12 вересня 2004 року на Міжнародному кінофестивалі в Торонто, Канада.

## Сюжет
На початку фільму юній Джільді Бессе (доньці французького аристократа й американки) пророкують за лініями на її руці, що вона загине до свого 35-річчя.
Далі Джільда в гуртожитку Кембриджського університету зненацька потрапляє до кімнати ірландця Гая Маліона, вихідця з робітничого класу, що мусив залишити Ірландію після її поділу. Хлопець знає про її сумнівну репутацію, та дозволяє провести ніч у своєму ліжку.
Пізніше вони стають коханцями, та їхній роман переривається через те, що Джільда після смерті своєї матері вирішує подорожувати світом. Дівчина деякий час писала йому листи, проте за рік листування обірвалося.
Закінчивши університет і розпочавши кар'єру викладача, Гай у кіно бачить Джільду на екрані у ролі рабині. Джільда тоді дала про себе знати й запросила Гая до Парижу, де відкривала свою першу фотовиставку. На виставці вона познайомила його з моделлю Мією — іспанкою з Астурії за походженням, що танцює в стриптиз-барі й вчиться на медсестру. Із часом Джільда кидає коханця — власника галереї, й оселяється утрьох із Мією та Гаєм. Між ними виникають складні відносини.
Поки Джільда мстилася залицяльникові з характером садиста, що побив Мію, Гай і Мія ходили в кіно. Перед сеансом вони побачили новини з іспанського фронту, де продовжувалася війна з фашистами. Гай давно вирішив для себе піти на фронт після закінчення навчального року й ще в Лондоні роздавав листівки проти фашистів. А Мія вчилася на медсестру для того, щоб повернутися до себе на батьківщину й допомагати на фронті.
Гай пропонує Джільді одружитися, та Джільда каже, що пізніше чоловік захоче дитину, а її мати мала психічну хворобу, а в батька ненайкращий характер, тому в неї погана спадковість. Вона запропонувала, щоб Мія народила Гаєві дитину.
Почувши відмову, Гай із Мією рушають на іспанський фронт, що стає несподіванкою для Джільди. Вони писали листи своїй знайомій до Парижу, проте вона їх не читала.
Одного дня загін Гая зупинився біля шпиталю, в якому працювала Мія. Чоловік запропонував зустрітися вночі й розповів їй, що Джільда пропонувала їм народити дитину. Мія зізналася, що була коханкою Джільди, та запевнила Гая в тому, що Джільда кохає тільки його й вони, зрештою, будуть разом. Вранці Мія на машині від'їхала назад до лазарету, та машину підірвали і Мія загинула.
Гай повідомив про загибель Мії в листі. Джільда довгий час ображалася на них, не могла повернутися до звичного життя й не читала листи з фронту, та на день взяття Бастилії вирішила прочитати їх. У першому ж листі вона дізналася про загибель подруги.
За кілька місяців фашисти отримали абсолютну перевагу в Іспанії. Гай повернувся до Парижу, та Джільда не захотіла з ним зустрітися.
У вересні 1939 розпочалася Друга Світова війна. Гай став служити у розвідці в Парижі. Він випадково побачив Джільду, що мешкала у тій самій квартирі й стала коханкою німецького офіцера.
Гай не міг повірити в те, що Джільда зраджує йому з ворогом, адже Мія віддала своє життя у боротьбі проти фашистів. Та йому не вдалося поновити стосунки з Джільдою.
Через кілька днів Джільда раптово повідомила Гая, що його товариша з розвідки тільки що заарештували й йому треба негайно втікати. Вночі Гай бере участь у знищені фашистського поїзду й стає єдиним, кому вдається вижити. У Лондоні він дізнається, що Джільда — агент розвідки, якій передає документи своїх коханців-фашистів.
Коли окупація Парижу закінчується, Гай негайно вирушає до Джільди, побоюючись, що її знищить місцеве населення за зраду. Його побоювання виявилися не марними — Гільду заарештували і її вбив чоловік, над сестрою якого знущався офіцер, що був коханцем Джільди.
Гай у квартирі Джільди знаходить її останню записку, в якій та розповідає, що змінила свій погляд на війну, коли він із Мією поїхав на фронт. Тому вона стала співпрацювати з антифашистськими силами. Останнім рядком вона зізнається Гаєві в коханні .

## У головних ролях
- Шарліз Терон — Гільда Бессе
- Пенелопа Крус — Міа
- Стюарт Тавнсенд — Гай Маліон
- Томас Кречманн — Франс (німецький майор, коханець Гільди)
- Стівен Беркофф — Чарльз Бессе (батько Гільди)
- Рашель Лефевр — Аліса